# Сенкевич, Эдуард Иосифович
Эдуард Иосифович Сенкевич (Сенькевич) (1889, Ошмяны Виленской губернии — 2 сентября 1937, Расстрельный полигон «Коммунарка», Москва) — высокопоставленный сотрудник ЧК—ОГПУ—НКВД, начальник Соловецкого лагеря особого назначения (ноябрь 1931 — март 1933).

## Биография
Поляк по национальности. Имел высшее образование. Член РСДРП(б) с 1917 года.
- С 1921 — начальник Особого отдела ЧК при СНК ССР Белоруссия. Затем начальник пограничного отряда
- С 1928—1930 начальник Полоцкого окружного отдела ГПУ
- 3.1930 — начальник Вологодского окружного отдела ГПУ
- С ? по 6 июня 1931 (то есть до закрытия управления) — начальник Северных лагерей особого назначения ОГПУ
- С 1 августа по 17 сентября 1931 начальник Темниковского исправительно-трудового лагеря ОГПУ (Мордовская автономная область)
- С 17 сентября по 6 ноября 1931 начальник Свирского исправительно-трудового лагеря ОГПУ (Лодейное Поле Ленинградской области)
- 6—16 ноября 1931 — начальник Соловецкого исправительно-трудового лагеря ОГПУ (Медвежья Гора Ленинградской области)
- 16 ноября 1931 по 16 января 1932 начальник Беломоро-Балтийского исправительно-трудового лагеря ОГПУ (Медвежья Гора Ленинградской области)
- С ноября 1931 по июль 1933 — помощник начальника строительства Беломоро-Балтийского водного пути
- С 16 января 1932 по 21 марта 1933 — начальник Соловецкого исправительно-трудового лагеря ОГПУ (Кемь Карельской АССР)
- В 1933 году начальник Административно-хозяйственного отдела Полномочного представительства ОГПУ при СНК СССР по Западной области. Затем начальник Административно-хозяйственного отдела Управления НКВД по Куйбышевской области, старший лейтенант государственной безопасности

Арестован 31 июля 1937 г. Состоял в так называемом «сталинском расстрельном списке» по «первой категории» по Москве (центр) от 31 августа 1937 года за подписями Сталина, Молотова, Ворошилова, Жданова, Кагановича. 2 сентября 1937 г. приговорён Комиссией НКВД СССР и Прокурора СССР по обвинению в участии в шпионско-диверсионной организации по статье 58-11 к расстрелу. Расстрелян 2 сентября 1937 г.
Реабилитирован 2 февраля 1959 г. Военным трибуналом Московского военного округа.

## Награды
- 16 декабря 1927 — Орден Красного Знамени[6]
- 1930 — Знак «Почётный работник ВЧК-ГПУ (V)». (№ 314)[7]

## Адреса
- 1937 — г. Куйбышев ул. Ленинградская, д. 44, кв. 17